# Partito Liberal Democratico (Giappone)
Il Partito Liberal Democratico (自由民主党?, Jiyū-Minshutō), frequentemente abbreviato in Jimintō (自民党?) o, in italiano, PLD è un partito politico giapponese, di ideologia conservatrice e nazionalista. 
Ha governato il Paese dal 1955 ad oggi esprimendo sempre il primo ministro, salvo una parentesi all'opposizione dal 1993 al 1994 (governi Hosokawa e Hata), una di governo dal 1994 al 1996 con il Partito Socialista (governo Murayama) e di nuovo un periodo all'opposizione tra il 2009 e il 2012 (governi Hatoyama, Kan e Noda).
Da settembre 2024 il presidente del partito è Shigeru Ishiba.

## Storia
Il Partito Liberal Democratico è nato nel 1955 come frutto dell'unione di due partiti contrapposti, il Partito Liberale (自由党?, Jiyutō), guidato da Shigeru Yoshida e il vecchio Partito Democratico Giapponese (日本民主党?, Nihon Minshutō) guidato da Ichirō Hatoyama. Entrambi appartenenti all'ala conservatrice, i due partiti si unirono per fronteggiare l'allora Partito Socialista Giapponese.
Dopo aver vinto le elezioni, la nuova coalizione formò il primo governo a maggioranza conservatrice della storia del Giappone nel 1955 e avrebbe continuato a governare nella maggioranza fino al 1993.
Tra i suoi dirigenti di spicco vi furono Nobusuke Kishi, primo ministro tra il 1957 e il 1960, e Jun'ichirō Koizumi, capo del governo dal 2001 al 2006.
Alle elezioni del settembre 2005 il partito ottenne un successo imprevisto da tutti e poté per la prima volta dal 1990 governare da solo, ma seguì un periodo di instabilità con l'avvicendamento di quattro premier: Koizumi, poi nell'ordine Abe, Fukuda e Asō. 
Il 30 agosto 2009, il Jimintō subisce una sconfitta alle elezioni per la camera bassa, finendo per la seconda volta all'opposizione. In seguito agli interventi poco efficaci al contrasto della crisi economica, all'imminente superamento economico della Cina, all'incapacità di mantenere un esecutivo stabile (in tre anni il Partito Democratico ha nominato tre governi diversi, in aggiunta ai quattro precedenti degli ultimi quattro anni) e alla impreparazione del governo nel gestire in modo efficiente il disastro nucleare di Fukushima, i Democratici (centro-sinistra), che per la prima volta governavano dalla loro nascita (nel 1998), perdono più di dieci milioni di voti alle elezioni anticipate del 2012 garantendo così la vittoria al Jimintō che, dopo soli tre anni di opposizione, torna al governo del Paese guidato da Shinzō Abe, delfino di Jun'ichirō Koizumi e primo ministro dal 2006 al 2007.

## Presidenti
1. Ichirō Hatoyama (04/05/1956 ~ 14/12/1956)
2. Tanzan Ishibashi (14/12/1956 ~ 21/03 1957)
3. Nobusuke Kishi (21/03/1957 ~ 14/07/1960)
4. Hayato Ikeda (14/07/1960 ~ 01/12/1964)
5. Eisaku Satō (01/12/1964 ~ 05/07/1972)
6. Kakuei Tanaka (05/07/1972 ~ 04/12/1974)
7. Takeo Miki (04/12/1974 ~ 23/12/1976)
8. Takeo Fukuda (23/12/1976 ~ 01/12/1978)
9. Masayoshi Ōhira (01/12/1978 ~ 12/06/1980)
10. Eiichi Nishimura (12/06/1980 ~ 15/07/1980)
11. Zenkō Suzuki (15/07/1980 ~ 25/11/1982)
12. Yasuhiro Nakasone (25/11/1982 ~ 31/10/1987)
13. Noboru Takeshita (31/10/1987 ~ 02/06/1989)
14. Sōsuke Uno (02/06/1989 ~ 08/08/1989)
15. Toshiki Kaifu (08/08/1989 ~ 30/10/1991)
16. Kiichi Miyazawa (31/10/1991 ~ 29/07/1993)
17. Yōhei Kōno (30/07/1993 ~ 30//09/1995)
18. Ryūtarō Hashimoto (01/10/1995 ~ 24/07/1998)
19. Keizō Obuchi (24/07/1998 ~ 05/04/2000)
20. Yoshirō Mori (05/04/2000 ~ 24/04/2001)
21. Jun'ichirō Koizumi (24/04/2001 ~ 26/09/2006)
22. Shinzō Abe (26/09/2006 ~ 26/09/2007)
23. Yasuo Fukuda (26/09/2007 ~ 22/09/2008)
24. Tarō Asō (22/09/2008 ~ 16/09/2009)
25. Sadakazu Tanigaki (28/09/2009 ~ 26/09/2012)
26. Shinzō Abe (26/09/2012 ~ 14/09/2020)
27. Yoshihide Suga (14/09/2020 ~ 29/09/2021)
28. Fumio Kishida (29/09/2021 ~ 27/09/2024)
29. Shigeru Ishiba (dal 27/09/2024)

## Risultati elettorali
| Elezione          | Voti | % | Seggi     |
| ----------------- | ---- | - | --------- |
| Parlamentari 2009 |      |   | 119 / 475 |
| Parlamentari 2012 |      |   | 294 / 475 |
| Parlamentari 2014 |      |   | 291 / 475 |
| Parlamentari 2017 |      |   | 284 / 465 |
| Parlamentari 2021 |      |   | 259 / 465 |
| Parlamentari 2024 |      |   | 191 / 465 |